# مانويل ألمونيا
مانويل ريفيرو ألمونيا (بالإسبانية: Manuel Almunia)، من مواليد 19 مايو 1977 في بامبلونا في إسبانيا، لاعب كرة قدم إسباني.
بدأ مسيرته الكروية مع نادي سابادل في موسم 2000/2001، وشارك معهم في 25 مباراة، وفي موسم 2002/2003 انتقل إلى نادي ريكرياتيفو هويلفا، ولعب معهم مباراتين، وفي موسم 2003/2004 انتقل إلى نادي سيلتا فيغو، وأعير في نفس الموسم إلى نادي ألباسيتي، ولعب معهم 24 مباراة، ومنذ عام 2004 وهو يلعب مع نادي آرسنال الإنجليزي.

## روابط خارجية
- مانويل ألمونيا على موقع الاتحاد الأوربي (الإنجليزية)
- مانويل ألمونيا على موقع قاعدة بيانات كرة القدم.إي يو (الإنجليزية)
- مانويل ألمونيا على موقع بيانات كرة القدم. دي إي (الألمانية)
- مانويل ألمونيا على موقع ليكيب (الفرنسية)
- مانويل ألمونيا على موقع Soccerbase.com (لاعب) (الإنجليزية)
- مانويل ألمونيا على موقع Soccerway.com (الإنجليزية)
- مانويل ألمونيا على موقع عالم كرة القدم.نت (الإنجليزية)
- مانويل ألمونيا على موقع كووورة